# Nihabsedneferkare
Nihabsedneferkare war ein altägyptischer Wesir während des Alten Reiches, der unter König Pepi II. (etwa 2245 bis 2180 v. Chr.) amtierte. Er ist von seinem Grab in Saqqara, nahe der Pepi-II.-Pyramide, bekannt. Er war unter anderem auch Vorsteher der Schreiber der Königsurkunden, Vorsteher der Stadt, Vorsteher der Schatzhäuser und sem-Priester. Daneben war er Priester am Totentempel von Pepi II. Er war vielleicht der Sohn des Wesirs Idi, der ein Grab in Abydos hatte. Nihabsedneferkares Amtszeit datiert wahrscheinlich in die Mitte der Regierungszeit von Pepi II. Andere Ägyptologen datieren sie eher an das Ende der Regierungszeit.